# Эффект Аскарьяна
Эффе́кт Аскарья́на — когерентное радиоволновое черенковское излучение, вызываемое прохождением частиц с околосветовыми скоростями сквозь вещество.
Данное явление было предсказано в работе советского физика-теоретика Гургена Ашотовича Аскарьяна ещё в 1962 году, однако экспериментальное существование эффекта был подтверждено только в 2000 году, через 38 лет после предсказания.
На основании эффекта Аскарьяна с 2006 года в Антарктике работает Антарктическая импульсная переходная антенна (англ. Antarctic Impulsive Transient Antenna) — детектор нейтрино, который регистрирует черенковское излучение от высокоэнергетических нейтрино, проходящих сквозь лёд.
Также в некоторых экспериментах предпринимались, используя эффект Аскарьяна, попытки использовать Луну как большой детектор нейтрино.